# Resolució 90 del Consell de Seguretat de les Nacions Unides
La Resolució 90 del Consell de Seguretat de les Nacions Unides, aprovada per unanimitat el 31 de gener de 1951, va resoldre eliminar l'element "càrrec d'agressió contra la República de Corea" de la llista d'assumptes pendents del Consell.